# Tokischa
Tokischa Altagracia Peralta (San Felipe de Puerto Plata, 17 de março de 1996), conhecida mononimamente como Tokischa, é uma rapper dominicana.
Seu trabalho é reconhecido por romper com tabus e por defender uma emancipação sexual feminina. Em apenas 3 anos ela se tornou uma referência feminista em diferentes gêneros musiais como o reggaeton, trap, dembow e dance hall.

## Biografia
Tokischa teve uma infância e adolescência humildes na pequena cidade de Los Frailes, bairro de Santo Domingo, na costa sul da República Dominicana. Apesar dos relatos iniciais de que sofria bullying constante no ensino médio, ela negou e afirmou que não sofreu bullying porque sempre fui uma pessoa muito rebelde e se defendia.
Ela demonstrou seu talento e criatividade para arte e música desde os dez anos. Mais tarde, ela estudou artes plásticas e dramáticas. Aos dezesseis anos, ela se dedicou à sua carreira de modelo profissional, além disso, trabalhou em um call center por um ano. Aos vinte anos, enquanto Tokischa fazia um ensaio fotográfico para uma revista em sua cidade natal, conheceu a produtora e designer Raymi Paulus, que ficou fascinada por sua voz e talento para a música, pedindo-lhe para gravar algumas músicas em seu estúdio. Ela finalmente assinou um contrato de gravação com sua gravadora Paulus Music.
Tokischa se identifica como bissexual.

## Percurso

### 2018-presente: primeiros lançamentos e sucesso regional
Em 2018 Tokischa estreou com a música Pícala, com a cantora dominicana Tivi Gunz. O videoclipe, que atingiu um milhão de visualizações na semana de estreia, tem cenas que mostram uma viagem psicodélica e alucinógena causada pelo consumo de algumas substâncias. Em novembro, lançou a música Que Viva com Químico Ultra Mega. Também foi apresentado no Dominican Trap Festival, que acontece anualmente em diferentes locais do país.
Em fevereiro de 2019, Tokischa lançou o single Perras Como Tú, como parte da trilha sonora do filme mexicano Miss Bala: Merciless. Em setembro, ela lançou o extended play Freestyle #007, com DJ Scuff. Ela lançou paralelamente o single Empatillada, com Jamby El Favo. No mês seguinte, lançou o single Twerk com Eladio Carrión. Seu videoclipe alcançou mais de cinco milhões de visualizações na plataforma do YouTube em pouco tempo. No ano seguinte, Tokischa estreou a música Varón, uma de suas canções mais polêmicas. Em fevereiro, ela colaborou no single Amor & Dinero de Jinchoo. Em outubro, ela lançou a música Desacato Escolar com Yomel El Meloso e Leo RD, que foi parcialmente censurada em várias plataformas por tempo limitado. No mês seguinte, lançou o single Hoy Amanecí, com participação de Tivi Gunz. Em dezembro, publicou El Rey de la Popola, com o cantor dominicano Rochy RD. A música virou hit na rede social TikTok.
Em janeiro de 2021, Tokischa publicou o single Yo No Me Voy Acostar, ao lado de Yailin La Más Viral e La Perversa. Nesse mesmo mês estreou Bellaca Putona, com Químico Ultra Mega, que conseguiu se posicionar no topo das paradas em seu país natal. Durante o ano, ela continuou lançando músicas no gênero guarda-chuva urbano e colaborações com artistas regionais. Tokischa fez manchetes internacionais no verão daquele ano após várias colaborações com artistas latinos como J Balvin e Rosalía. Ambos os videoclipes foram filmados em Santo Domingo. Tanto Tokischa quanto Rosalía provocaram em grande parte sua música Linda, que foi produzida por Leo RD. Foi lançado em 1 de setembro. Elas colaboraram novamente no ano seguinte em La Combi Versace, do álbum Motomami deste último. Uma semana antes, Perra, a colaboração de Balvin, foi lançada para download digital. Tokischa, junto com sua gravadora Paulus Music, já havia assinado um acordo de distribuição com a Equity Distribution, empresa de distribuição independente da Roc Nation no início daquela temporada.
Em dezembro de 2019, Tokischa se inscreveu no OnlyFans depois de ter seu conteúdo sexualmente explícito censurado no Instagram. Em 2021, a cantora se abriu sobre a polêmica à ABC, afirmando que "abri minha conta porque sempre gostei de conteúdo explícito, sexualidade, sensualidade e mórbida. Isso sempre me causou problemas quando criança desde que minha família me viu tirando fotos quentes. O Instagram deletou algumas fotos minhas alguns anos atrás, então, quando o OnlyFans se tornou uma coisa, eu vi a oportunidade de fazer isso sem censura nem explicação. Também conheci uma equipe de profissionais que me ensinaram como lucrar economicamente com isso. Isso me ajudou bastante durante a pandemia. Todo o investimento que fiz na minha música nos últimos meses veio desta plataforma."
Em outubro de 2020 lançou a faixa "Desacato Escolar", uma colaboração com Yomel El Meloso e Leo RD, nas plataformas de streaming. A faixa causou polêmica por suas letras fazerem referência à prostituição. Até foi retirado do YouTube. No entanto, viu um efeito Streisand e cresceu rapidamente em número. Tokischa falou sobre isso à RTVE, afirmando que: "Acho que aquelas pessoas que o criticam não querem aceitar a vida como ela é. Dembow e a música urbana em geral são a expressão do bairro e do submundo, do que se vive. Se o rap fala sobre crime e armas, é porque isso existe, não porque o artista está inventando. Não podemos ignorar essas realidades. A prostituição é a mesma, sempre existiu, e se falam disso nas músicas é porque é assim. Se aquela pessoa que critica se sente muito arrumada, então talvez seja porque não quer saber dessas realidades ou que tudo isso vem à tona, mas cantamos sobre o que vivemos, e isso é inevitável".
Sua polêmica mais notória e recente veio em agosto de 2021, quando a rapper posou seminua no santuário da Virgem de Altagracia em La Vega. O prefeito da cidade, divulgou um comunicado no qual condenou que Tokischa desrespeitou as normas e valores éticos que regem a convivência civilizada e exemplar de nosso município. A rapper mais tarde expressou seus arrependimentos online e afirmou que "não fiz isso com a intenção de ofender, se não mais para mostrar que qualquer um pode rezar, venha de qualquer lugar ou o que represente". Apesar do pedido de desculpas, a Promotoria de La Vega decidiu que a artista não poderá visitar os santuários daquela província por um ano, depois que o prefeito Kelvin Cruz apresentou queixa contra ela.
Em 2022, lança o remix e videoclipe de "Hung Up On Tokischa" com a cantora Madonna, de quem tem grande admiração e inspiração. Durante a turnê mais recente de Madonna, as cantoras fizeram uma performance juntas em um dos shows. Em Junho de 2024, fez uma participação no Festival LadyLand, em comemoração ao Mês do Orgulho LGBTQIA, ao lado de Madonna e Bob the Drag Queen.

## Estilo musical
Tokischa cultiva vários estilos musicais, onde se destacam o trap, o hip hop, o rap o urbano e o dembow. No entanto, ela afirmou em diferentes ocasiões que não há gênero que a identifique. Suas músicas têm letras bastante pessoais. Um artista que a inspirou no início de sua carreira foi DJ Scuff. Tokischa também é fã de rock. Ela afirmou que escolheu o trap porque é a coisa mais próxima que existe.